# Arena do Grêmio
Arena do Grêmio – stadion piłkarski w Porto Alegre, w Brazylii. Może pomieścić 60 540 widzów. Swoje spotkania rozgrywają na nim piłkarze klubu Grêmio Porto Alegre. Projekt obiektu powstał w 2009 roku, a budowę przeprowadzono w latach 2010–2012. Inauguracja stadionu odbyła się 8 grudnia 2012 roku, a na otwarcie gospodarze pokonali w meczu towarzyskim Hamburger SV 2:1. Przed otwarciem nowego stadionu piłkarze Grêmio Porto Alegre swoje mecze grali na Estádio Olímpico Monumental.